# Marmorerad hjorttryffel
Marmorerad hjorttryffel (Elaphomyces muricatus) är en svampart som beskrevs av Fr. 1829. Marmorerad hjorttryffel ingår i släktet Elaphomyces och familjen hjorttryfflar.  Arten är reproducerande i Sverige.